# Châteauneuf-de-Galaure
Châteauneuf-de-Galaure è un comune francese di 2 062 abitanti situato nel dipartimento della Drôme della regione dell'Alvernia-Rodano-Alpi.

## Società

### Evoluzione demografica
Abitanti censiti